# Villa Fjeldstuen

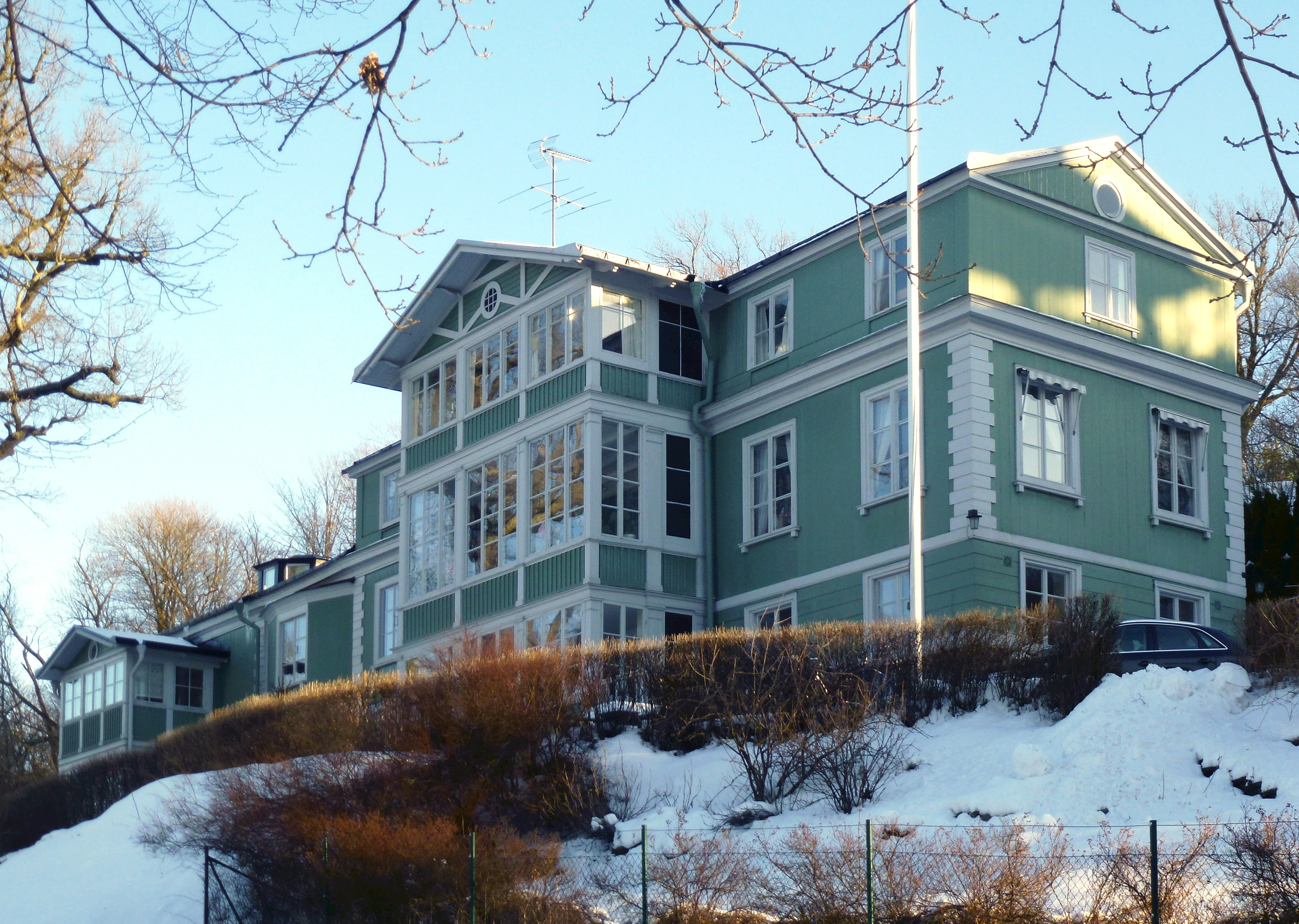
Villa Fjeldstuen i februari 2015.

Villa Fjeldstuen (äldre stavning Fjellstuen) är en byggnad vid Rosendalsvägen 12 på Södra Djurgården i Stockholm. Huset ligger mellan Skånska gruvan och Wärdshuset Ulla Winbladh och uppfördes 1835 som sommarviste för den norske statsministern i Stockholm, Frederik Due. Husets arkitekt var Fredrik Blom och är idag är grönklassat av Stadsmuseet i Stockholm, vilket betyder att bebyggelsen är särskilt värdefull från historisk, kulturhistorisk, miljömässig eller konstnärlig synpunkt.

## Historik

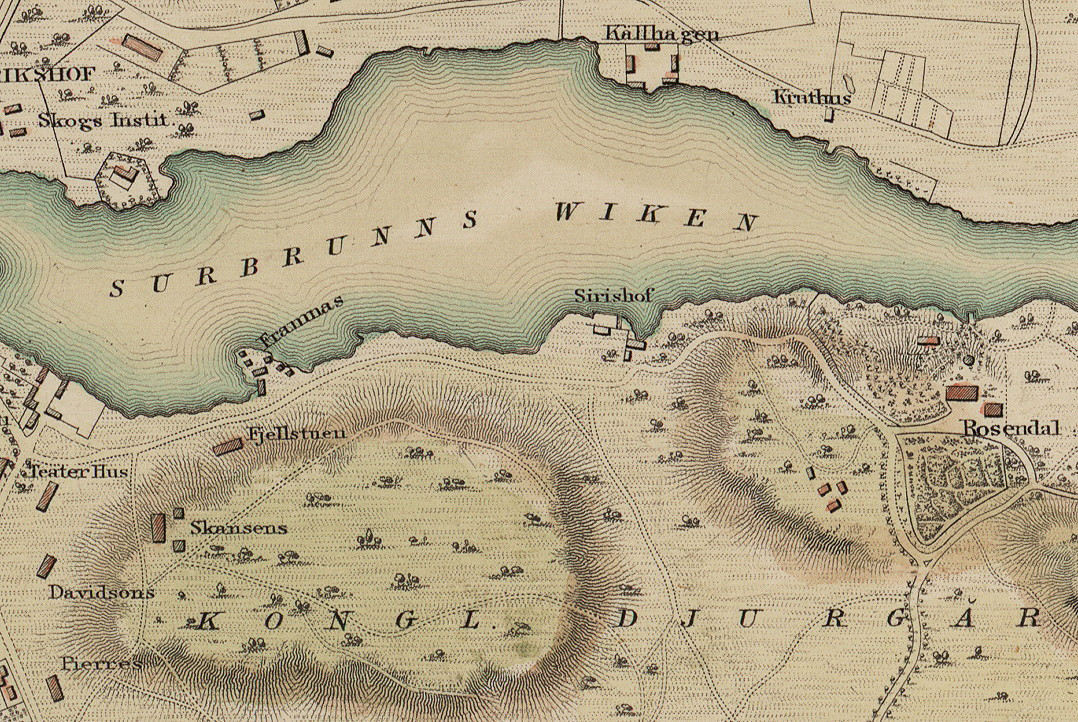
Nybyggda "Fjellstuen" 1838.

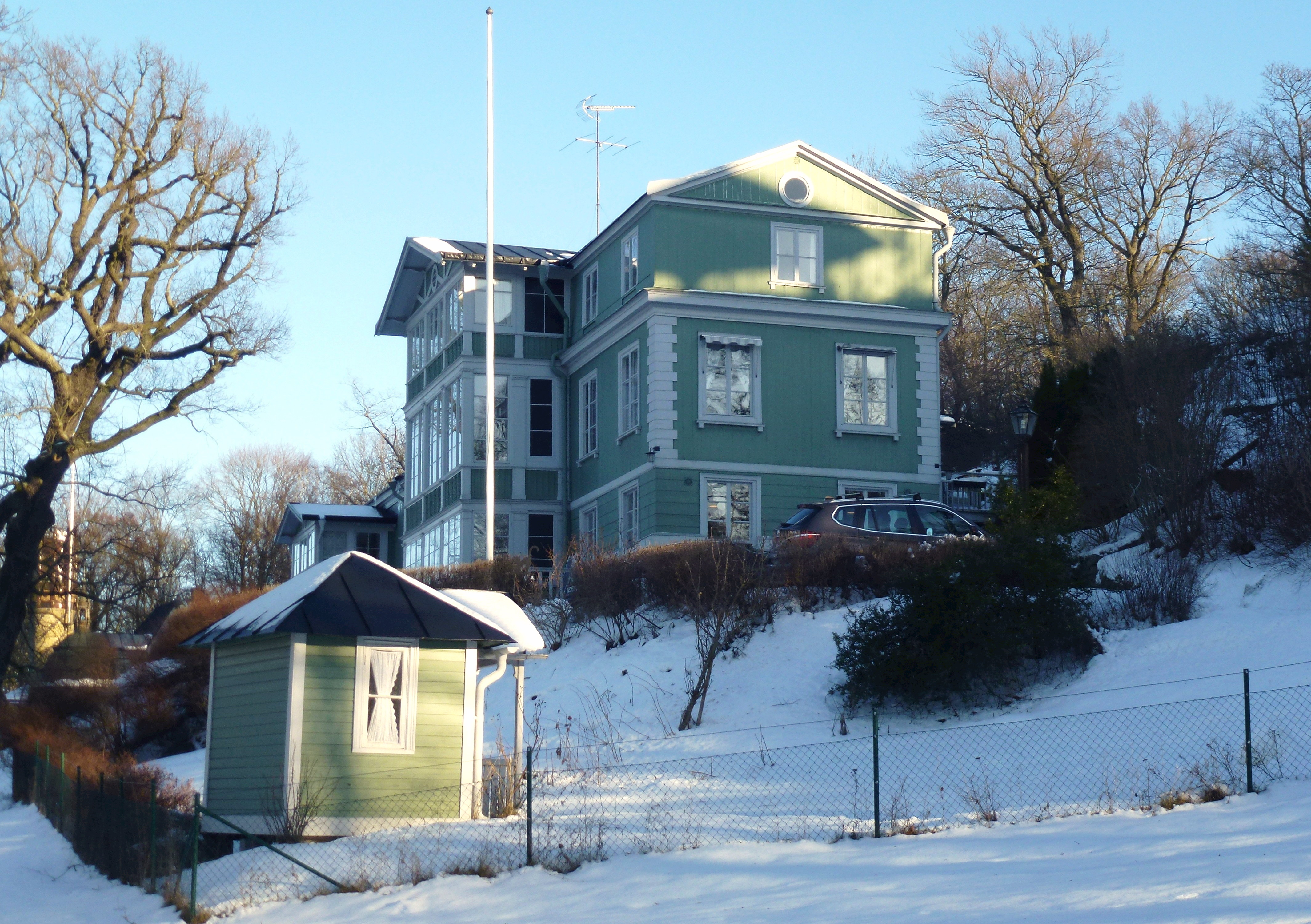
Villa Fjeldstuen i februari 2015.

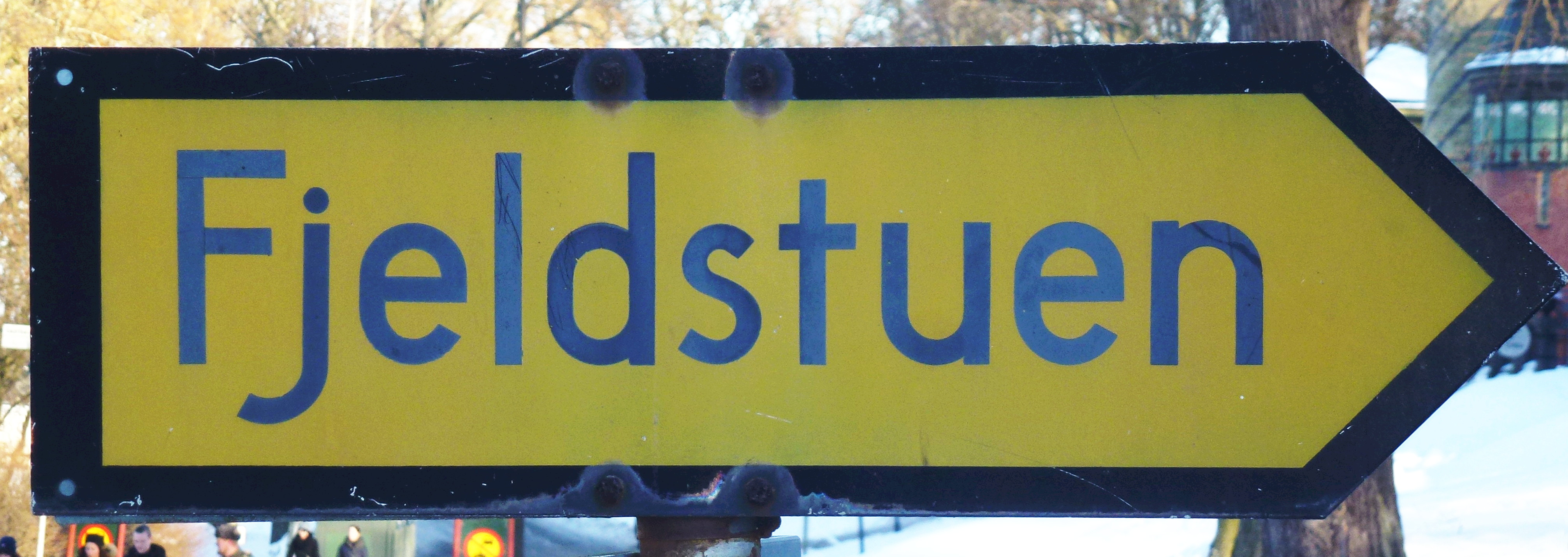
Vägvisaren till villan.

På Skansenbergets norra sluttning ovanför Djurgårdsbrunnsviken ligger Fjeldstuen. Det norskklingande namnet gavs av byggherren Frederik Due, som 1835 (när villans byggnadstillstånd beviljades) var statssekreterare under Karl XIV Johan och senare norsk statsminister i Stockholm. Arkitekt Fredrik Blom fick uppdraget att rita byggnaden. Han stod även bakom det närbelägna Rosendals slott och flera sommarhus på Framnäs udde som ligger nedanför Fjeldstuen. Platsen var väl vald med tanke på att Frederik Due ville vara nära sin kung när denne vistades på Rosendals slott.
Tack vare Frederik Dues hustru, sångerskan Alette Due, blev villan en eftersökt plats för musikintresserade. Alette Due var begåvad med en mycket vacker sångröst, som enligt samtida sakkunskap kunde jämföras med Jenny Linds stämma. De var väninnor och sjöng glada duetter vid konstnärsmöten på Fjeldstuen. Paret Due och deras båda döttrar bodde på Fjeldstuen fram till 1858, då flyttade familjen till Wien, där Frederik Due blivit svensk minister.
Till en början var byggnadens båda verandor öppna. Senare byggdes huset ihop och verandorna väderskyddades med tak och väggar med stora fönsterytor mot vattnet. Så småningom tillkom även en tredje våning. Som bjälklagsisolering användes bland annat några av Frederik Dues manuskript och andra bortkastade papperslappar. Vid senare ombyggnader hittade man exempelvis utkast till kungens tal på franska och kuponger från ett tyskt lotteri. I slutet av 1800-talet var fasaderna målade i gul kulör men fick på 1950-talet tillbaka sin ursprungliga gröna färgsättning.
Efter familjen Due bytte villan ägare några gånger. Under planeringsarbetena för Allmänna konst- och industriutställningen 1897 var Fjeldstuen uthyrd till ”utställningsbestyrelsens” kontor. I samband med utställningen fick villan även två grannar; Skånska gruvan på östra sidan och utställningspaviljongen för Reinholds Ångbageri- & Conditori-Aktiebolag (numera Wärdshuset Ulla Winbladh) på västra sidan. Idag är den 600 kvadratmeter stora villan uppdelad i fem lägenheter om 70–160 kvadratmeter.